# Туменко, Борис Иванович
Борис Иванович Туменко (28 мая 1946, Красноград, Харьковская область — 8 мая 2018, Мелитополь, Запорожская область) — советский и украинский театральный режиссёр, актёр и педагог. Руководитель театров «Время», «Колесо» и «Гаудеамус» в городе Мелитополе.

## Биография
Борис Туменко родился в Краснограде. В 1967 году окончил Гадячское культурно-просветительное училище по специальности «руководитель самодеятельного театрального коллектива», в 1971 — режиссёрское отделение Харьковского государственного института культуры.

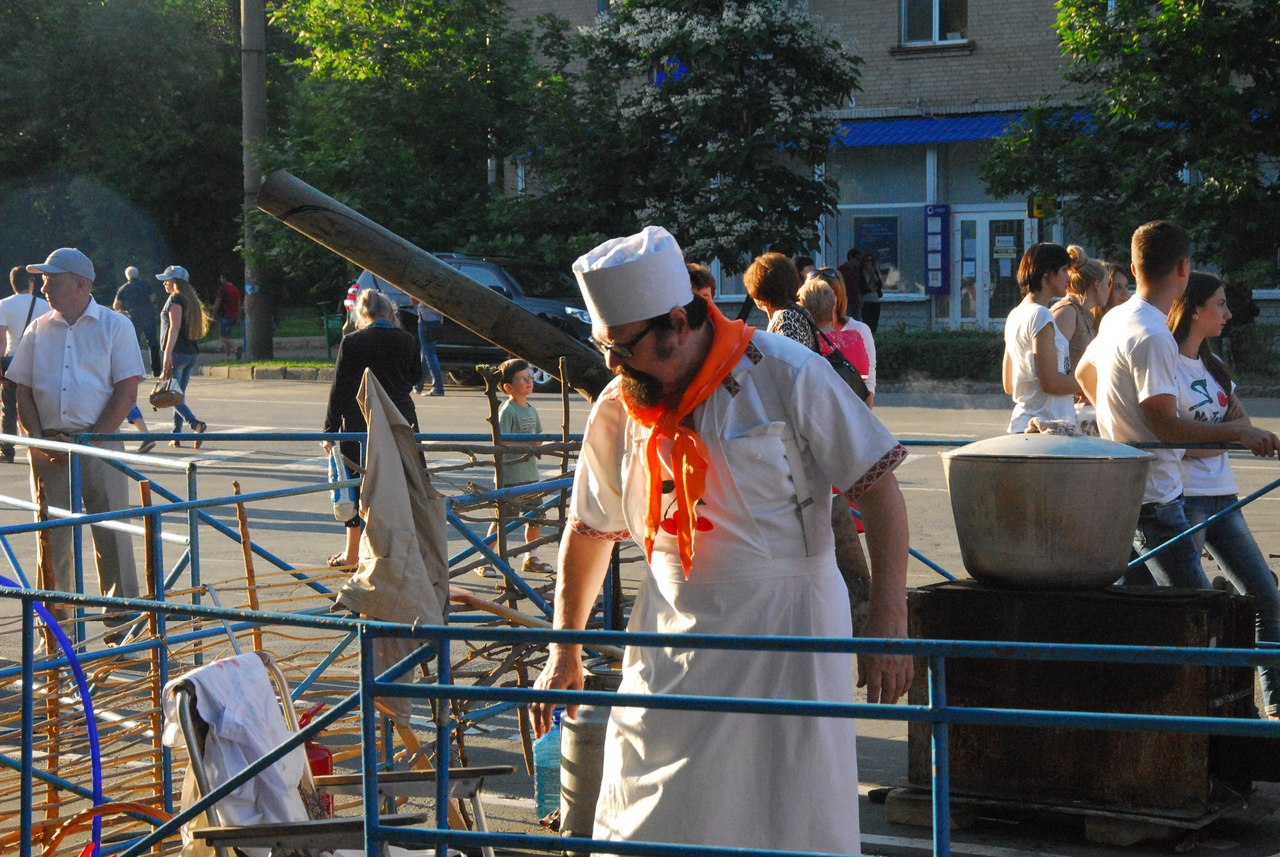
Борис Иванович Туменко

С 1984 года руководит народным театром «Время» в мелитопольском ДК им. Т. Г. Шевченко.
В 2003 году театр «Время» стал дипломантом Международного фестиваля в городе Прилуки, показав спектакль по пьесе Г. Горина «Забыть Герострата». Также в 2003 году театр стал победителем областного смотра театрального искусства, а Борис Туменко был награждён грамотой и ценным подарком.
Театр «Время», которым руководит Борис Туменко, организовал проведение в Мелитополе «Театральной весны» и «Театральной осени». Коллектив ежегодно представляет 2-3 премьеры.
Борис Туменко являлся постоянным методистом театрального жанра в школьных драматических кружках.
С 2001 года член Народно-демократической партии Украины.
Борис Туменко увлекался коллекционированием подсвечников и свечей. Скончался 8 мая в Мелитополе после тяжелой болезни, не дожив 20 дней до своего день рождения.

## Неполный список режиссёрских работ
- 1972 — «Ночь после выпуска…»[4]

### Театр «Время»
- 2003 — «Забыть Герострата!» Г. Горина[2]
- 2004 — «Назар Стодоля» Т. Г. Шевченко[2]
- 2007 — «Мнимый больной» Ж.-Б. Мольера[5]
- 2008 — «Зона», по мотивам спектакля Э. С. Радзинского «Наш декамерон»[6]
- 2008 — «Маленькие трагедии» А. С. Пушкина[7]
- 2009 — «Вечера на хуторе близ Диканьки» Н. В. Гоголя. Совместно с театрами «Колесо», «Гаудеамус» и «Балаганчик»[8]
- 2009 — «Трибунал» А. Е. Макаёнка[9]
- 2011 — «Считаю до пяти!»[10]
- 2012 — «Все мыши любят сыр», по мотивам «Ромео и Джульетты» У. Шекспира[11]
- 2013 — «Лукоморье», по пьесе В. Илюхова «Иван царевич, серый волк и другие». Совместно с театром «Колесо»[12]
- 2013 — «Кошкин дом». Совместно с театром «Балаганчик»[13]
- 2013 — «Волшебная жемчужина Адельмины» С. Топелиуса. Совместно с театром «Балаганчик»[13]
- 2013 — «Всем летящим на северо-запад». Совместно с театрами «Колесо», «Гаудеамус» и «Балаганчик»[14]
- 2014 — «Мороз Иванович», по мотивам русской народной сказки «Морозко»[15]
- 2014—2015 — «По Щучьему Велению!»

### Театр «Гаудеамус»
- 2007 — «Лісова пісня»[укр.] (укр. «Лесная песня») Леси Украинки[16]
- 2008 — «Мирандолина»[17]
- 2010 — «Богдан Хмельницкий», по мотивам драмы А. Е. Корнейчука. Совместно с театром «Время»[18]

### Театр «Колесо»
- 2007 — «Хрустальные башмачки», по сказке «Золушка» Ш. Перро[5]
- 2007 — «Сказки Оле-Лукойе», по сказкам Х. К. Андерсена[19]
- 2008 — «Цветок солнца, или Белая роза». Совместно с театром «Время»[20]
- 2008 — «Морозко», по мотивам русской народной сказки. Совместно с театрами «Время» и «Гаудеамус»[21]
- 2009 — «Как Иван злого Футы одолел»[22]

## Семья
- Жена — Честнова Наталья Юрьевна (1957 г. р.). преподаватель театроведения мелитопольской гимназии № 5.
- Сын — Юрий (1983 г. р.), студент Мелитопольского педуниверситета, руководитель команды брейк-данса «Форсаж».
- Дочь — Роксолана (1987 г. р.), студентка декоративно-прикладного факультета Мелитопольского высшего училища культуры.

## Награды и звания
- Трёхкратный лауреат Всесоюзного фестиваля самодеятельного творчества трудящихся
- Дипломант Международнного фестиваля (Прилуки, 2003)
- Лауреат ІІ степени Всеукраинского фестиваля 2004 года
- Областная премия «За досягнення у розвитку культури Запорізького краю» (2005 год)[2]